# Denominacja (religia)
Denominacja (łac. denominare, „nazywać”) – występujące w religioznawstwie, naukach politycznych i prawie anglosaskim określenie wspólnoty religijnej, posiadającej odrębną podmiotowość określoną przez własną nazwę, naukę i strukturę. Pojęcie to należy odróżniać od określenia wyznanie, gdyż jedno wyznanie (np. kalwinizm) może być w jednym kraju reprezentowane przez kilka denominacji (w Polsce np. mariawityzm reprezentowany jest przez dwie denominacje: Kościół Starokatolicki Mariawitów w RP i Kościół Katolicki Mariawitów w RP).

## Ujęcie prawne
Na gruncie prawa pojęcie denominacji religijnej (ang. religious denomination) było obecne już w XIX-wiecznym orzecznictwie sądowym, głównie w USA i oznaczało sformalizowaną i uczestniczącą w obrocie prawnym zwartą grupę religijną. Traktowano ją jako korporacyjny podmiot praw i obowiązków określonych w konstytucji i innych normach prawnych. Stanowi ono odpowiednik polskiego określenia związek wyznaniowy.

## Ujęcie religioznawcze
W religioznawstwie pojęcie to przyjęło się głównie za sprawą Helmuta Richarda Niebuhra, który wyjaśnił je w książce pt. Social Sources of Denominationalism (1929). Odwołując się do wywodów Maxa Webera i Ernsta Troeltscha na temat pojęć Kościół i sekta wskazał, iż denominacja jest wielkością pośrednią między tymi dwiema kategoriami. Nie jest Kościołem jako wspólnotą, przynależność do której jest efektem tradycyjnych związków rodzinnych, ani sektą, gdzie członkostwo jest sprawą wyboru i opiera się na buncie wobec dawnej przynależności religijnej oraz na negacji kontekstu kulturowego. Denominacja jest strukturą, do której należy się na podstawie urodzenia lub wyboru, lecz funkcjonuje ona w postawie otwartości i tolerancji wobec otoczenia oraz poszanowania różnorodności we własnym łonie. Analiza Niebuhra oparta jest na obserwacji sytuacji religijnej w USA, głównie środowiska protestanckiego, gdzie jedno wyznanie, np. luteranizm czy baptyzm posiada wiele odrębnych, respektujących się wzajemnie organizacji kościelnych (zob. np. Kościół Luterański Synodu Missouri i Kościół Ewangelicko-Luterański w Ameryce; Amerykańskie Zbory Baptystyczne USA i Narodowa Konwencja Baptystyczna Ameryki).